# Список народных артистов Молдавской ССР
Звание Народный артист Молдавской ССР учреждено 14 марта 1941 года. Ниже приведён список народных артистов Молдавской ССР  по годам присвоения звания. Всего этого звания были удостоены 86 человек. 

## 1940-е годы (1 человек)

### 1949 год
- Штирбу, Кирилл Антонович (1915—1997) — актёр театра (впоследствии народный артист СССР — 1960)

## 1950-е годы (13 человек)

### 1950 год
- Моисеев, Игорь Александрович (1906—2007) — хореограф, балетмейстер[1] (впоследствии народный артист СССР — 1953)

### 1952 год
- Апостолов, Мефодий Максимович (1915—2004) — актёр театра[2]

### 1953 год
- Аранов, Шико Бениаминович (1905—1969) — дирижёр, композитор[3]
- Константинов, Константин Тимофеевич (1915—2003) — актёр театра и кино
- Уреке, Евгений Васильевич (1917—2005) — актёр театра и кино, оперный певец (бас)[4] (впоследствии народный артист СССР — 1967)
- Чебан, Тамара Савельевна (1914—1990) — оперная и концертная певица (сопрано)[5] (впоследствии народная артистка СССР — 1960)

### 1955 год
- Мокану, Спиридон Спиридонович (1932—2007) — артист балета[6]

### 1957 год
- Дариенко, Домникия Тимофеевна (1919—2010) — актриса театра[7] (впоследствии народная артистка СССР — 1974)
- Масальская, Нина Николаевна (1901—1989) — актриса театра (впоследствии народная артистка СССР — 1960)

### 1958 год
- Белов, Виктор Иванович (1906—1973) — актёр театра
- Герлак, Виктор Карпович[рум.] (1915—2007) — театральный режиссёр
- Соколов, Юрий Александрович (1907—1988) — актёр театра
- Стрельбицкий, Владимир Андреевич (1899—1969) — театральный режиссёр, актёр

## 1960-е годы (23 человека)

### 1960 год
- Казимирова, Екатерина Григорьевна (1921—2012) — актриса театра[8][9]
- Фурникэ, Ион (1931—2015) — танцор

### 1961 год
- Гершфельд, Давид Григорьевич (1911—2005) — композитор[10]
- Плацында, Аркадий Максимович (1915—2001) — актёр театра

### 1962 год
- Грузин, Трифон Иванович (1912—1987) — актёр театра[11]

### 1963 год
- Головченко, Валериан Никитович (1902—?) — театральный режиссёр, актёр

### 1964 год
- Савицкая, Валентина Савельевна (1927—2020) — оперная певица (сопрано)[12]

### 1966 год
- Андрейченко, Павел Фёдорович (1930—2001) — танцор, актёр кино[13]
- Ботезат, Прасковья Андреевна (1922—2001) — оперная певица (лирическое сопрано)[14]
- Ешану, Георге[рум.] (1927—1996) — певец (баритон)
- Лункевич, Сергей Александрович (1934—1995) — скрипач, дирижёр, композитор (впоследствии народный артист СССР — 1976)

### 1967 год
- Алёшина-Александрова, Тамара Григорьевна (1928—1996) — оперная певица (меццо-сопрано)[15] (впоследствии народная артистка СССР — 1976)
- Баракчи, Пётр Николаевич (1929—2010) — актёр театра[16]
- Биешу, Мария Лукьяновна (1935—2012) — оперная певица (сопрано) (впоследствии народная артистка СССР — 1970)
- Гарштя, Вера Александровна (1927—2012) — дирижёр[17] (впоследствии народная артистка СССР — 1987)
- Георгицэ, Дмитрий Ефимович (1917—1987) — аккордеонист, композитор
- Ерофеева, Людмила Васильевна (1937—2003) — оперная певица (лирико-колоратурное сопрано) (впоследствии народная артистка СССР — 1976)
- Курбет, Владимир Козьмович (1930—2017) — балетмейстер[18] (впоследствии народный артист СССР — 1981)
- Мелентьева, Галина Аркадьевна (1934—2006) — артистка балета
- Сулак, Николай Васильевич (1936—2003) — певец (впоследствии народный артист СССР — 1989)
- Тихонов, Владимир Петрович (1935—2000) — артист балета
- Фесенко, Павел Николаевич (1914—1981) — артист балета
- Худолей, Леонид Фёдорович (1907—1981) — дирижёр

## 1970-е годы (11 человек)

### 1973 год
- Шутова, Ливия Васильевна (род. 1925) — актриса театра[19]

### 1974 год
- Башкатов, Николай Никифорович (1934—1992) — оперный певец (бас-баритон)
- Волонтир, Михай Ермолаевич (1934—2015) — актёр театра и кино, театральный режиссёр, певец (впоследствии народный артист СССР — 1984)
- Кафтанат, Михаил Иванович (1946—2014) — артист балета, балетмейстер
- Курин, Виктор Николаевич (1934—2005) — оперный певец (баритон)[20]
- Потехина, Розита Алексеевна (1938—2016) — артистка балета
- Шкуря, Ион Сандри (1935—2005) — актёр театра и кино, театральный режиссёр

### 1975 год
- Избещук, Валентина Ефимовна (р. 1936) — актриса театра и кино
- Купча, Валерий Пименович (1929—1989) — актёр театра и кино, театральный режиссёр
- Тодорашко, Евгения Фёдоровна (1936—2010) — актриса театра и кино

### 1978 год
- Лазарев, Эдуард Леонидович (1935—2008) — композитор[21]

## 1980-е годы (31 человек)

### 1980 год
- Алёшина, Людмила Викторовна[рум.] (1930—2021) — оперная певица (меццо-сопрано)
- Бурхарт, Виктор Самуилович (1930—1981) — актёр театра и кино[22]
- Миронов, Валерий Михайлович (род. 1941) — оперный певец (лирико-драматический тенор)
- Мунтяну, Михаил Иванович (род. 1943) — оперный певец (лирико-драматический тенор)[23] (впоследствии народный артист СССР — 1986)
- Раисов, Борис Исаакович (1928—1984) — оперный певец (баритон)[24]

### 1982 год
- Бабкина, Марта Ивановна (род. 1932) — актриса театра и кино
- Загорский, Василий Георгиевич (1926—2003) — композитор, пианист
- Каменева, Нелли Ивановна (1931—2007) — актриса театра[25]
- Потынгэ, Паулина Нестеровна (род. 1932) — актриса театра и кино[26]

### 1983 год
- Згуряну, Теодор Степанович (1939—2024) — дирижёр
- Киркэ-Баракчи, Виорика (род. 1941) — актриса театра
- Ротару, София Михайловна (род. 1947) — эстрадная певица (сопрано)[27] (впоследствии народная артистка СССР — 1988)
- Стрезева, Светлана Филипповна (род. 1951) — оперная певица (сопрано)[28]

### 1984 год
- Дога, Евгений Дмитриевич (1937—2025) — композитор[29] (впоследствии народный артист СССР — 1987)
- Измайлов, Виктор Семёнович (1939—1992) — актёр театра[30]

### 1985 год
- Гуров, Леонид Симонович (1910—1993) — композитор[31]
- Жуля, Зинаида Арионовна[рум.] (род. 1951) — певица[32][33]
- Милютин, Борис Семёнович (1905—1993) — дирижёр[34]

### 1986 год
- Пынзару, Анатол (1936—2007) — театральный режиссёр, актёр[35]
- Романеску, Элеонора Дмитриевна (1926—2019) — художник[36]

### 1988 год
- Ботгрос, Николай (род. 1953) — скрипач, дирижёр
- Долган, Михай Васильевич (1942—2008) — музыкант, композитор
- Драгош, Владимир Фёдорович (род. 1943) — оперный певец (баритон)[37]
- Платон, Евгений Григорьевич (1930—2003) — оперный режиссёр
- Самуил, Александр Григорьевич (род. 1950) — дирижёр[38]
- Чепрага, Надежда Алексеевна (род. 1956) — эстрадная певица[39]

### 1989 год
- Апостол, Вениамин Гаврилович (1938—2000) — театральный режиссёр[40]
- Басс, Ион Борисович (1933—2005) — певец
- Кожокару, Валентина[рум.] (род. 1947) — певица
- Русу, Виталие Александрович (род. 1941) — актёр театра, театральный режиссёр
- Унгуряну, Ион Спиридонович (1935—2017) — актёр театра и кино, театральный режиссёр

## 1990-е годы (7 человек)

### 1990 год
- Глиб, Николай[рум.] (род. 1949) — певец
- Суручану, Ион Андреевич (род. 1949) — эстрадный певец

### 1991 год
- Вербецкий, Евгений Николаевич (1936—2007) — кларнетист[41]
- Водэ-Мокряк, Нина Георгиевна (1937—2013) — актриса театра и кино
- Жосан, Ион (род. 1948) — виолончелист
- Мустя, Георгий (род. 1951) — дирижёр
- Чутак, Виктор Георгиевич (1938—2009) — актёр театра и кино[42]